# Jerzy Czosnowski
Jerzy Czosnowski (ur. 5 marca 1922 w Swarzędzu, zm. 6 czerwca 1976 w Poznaniu) – polski botanik, profesor zwyczajny, kierownik Katedry i Zakładu Fizjologii Roślin Uniwersytetu im. Adama Mickiewicza w Poznaniu.

## Życiorys
Był uczniem poznańskiego Gimnazjum św. Marii Magdaleny. Wysiedlony w 1940 roku wraz z rodziną do Krakowa, uczestniczył w zajęciach w zakresie botaniki na Tajnym Uniwersytecie Jagiellońskim, pod kierunkiem profesor Jadwigi Wołoszyńskiej i doktora Karola Starmacha. Od połowy 1944 roku zamieszkał w Zakopanem, gdzie w oparciu o struktury Muzeum Tatrzańskiego prowadził badania nad glonami tatrzańskimi. W 1945 roku zdał maturę na tajnych kompletach w Krakowie, a po zakończeniu działań wojennych powrócił do Poznania, gdzie rozpoczął studia biologiczne, jako student III roku. Jednocześnie objął stanowisko młodszego asystenta Katedry Botaniki Ogólnej, kierowanej przez profesora Adama Wodziczkę. Ukończył je w 1947 roku. Dyplom magistra uzyskał na podstawie pracy Materiały do flory wiciowców Polski, która uzyskała nagrodę Ministerstwa Oświaty.
Rok później odbył staż naukowy w Paryżu, w pracowni profesora Rogera Gauthereta, gdzie zapoznał się z metodą hodowli tkanek roślinnych in vitro. W 1949 roku uzyskał stopień doktora, na podstawie pracy Charakterystyka fizjologiczna i anatomiczna trzech typów tkanek Vitis vinifera: normalnej, tumora bakteryjnego (crown-gall) i tumora chemicznego hodowanych in vitro. W 1952 roku został kierownikiem Katedry Botaniki Ogólnej Uniwersytetu Poznańskiego, trzy lata później profesorem nadzwyczajnym i kierownikiem Katedry i Zakładu Fizjologii Roślin. Na przełomie lat 50. i 60. odbywał staże naukowe w Stanach Zjednoczonych (jako stypendysta fundacji Rockefellera) i w Niemieckiej Republice Demokratycznej, przez rok wykładał także na uniwersytecie w Oranie. W 1973 roku otrzymał tytuł profesora zwyczajnego.
Był członkiem Komitetu Botanicznego Polskiej Akademii Nauk, Rady Naukowej Zakładu Genetyki PAN oraz Poznańskiego Towarzystwa Przyjaciół Nauk. Został odznaczony Krzyżem Kawalerskim Orderu Odrodzenia Polski (1973) i Medalem 10-lecia Polski Ludowej (1955). 